# The Great Reward
The Great Reward er en amerikansk stumfilm fra 1921 af Francis Ford.

## Medvirkende
- Francis Ford
- Ella Hall
- Carl Gerard
- Philip Ford
- Mark Fenton
- Olive Valerie